# Execuție prin împușcare

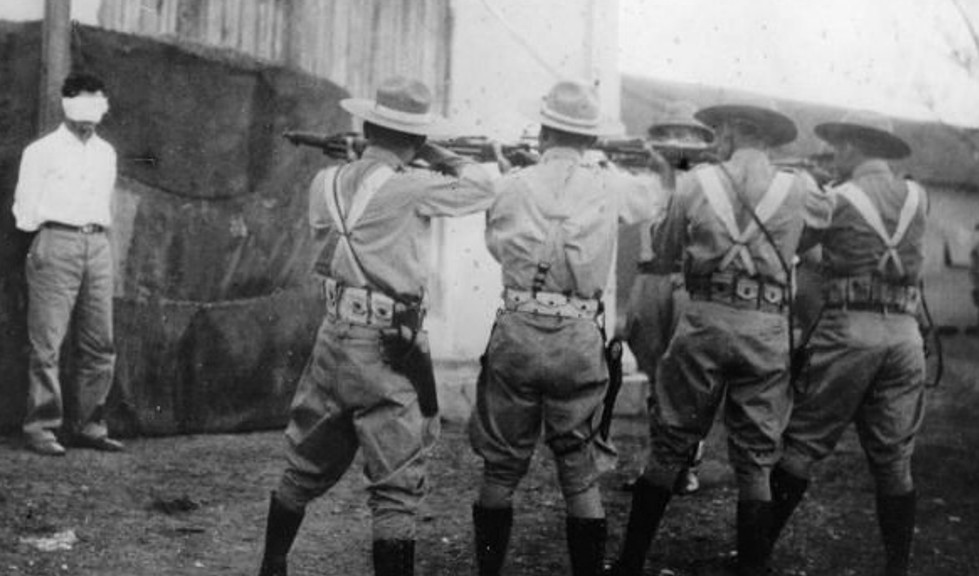
Execuția unui revoluționar cubanez de către un pluton de execuție al regimului Batista

Execuția prin împușcare este o metodă de aducere la îndeplinire a unei pedepse capitale prin care o persoană este împușcat mortal de către una sau mai multe arme de foc. Este cea mai comună metodă de execuție în întreaga lume, fiind folosită în aproximativ 70 de țări și având ca formă particulară execuția de către un pluton de execuție. 
În majoritatea țărilor, execuția de către un pluton de execuție a fost considerată istoric o moarte mai onorabilă și a fost folosită în principal pentru personalul militar, deși în unele țări — printre care Belarus, singurul stat din Europa de astăzi care mai practică pedeapsa cu moartea — execuția prin împușcare de către un singur călău moștenită din trecutul sovietic este încă în uz.

## Blocul sovietic
În statele comuniste din secolul al XX-lea împușcarea a fost forma standard de execuție a prizonierilor civili și militari deopotrivă, iar Uniunea Sovietică a reprezentat un exemplu prin execuția sentințelor de către un singur executant. Plutonul de execuție, cu ceremonia sa de obicei solemnă și de lungă durată, a fost folosit rar.
Cea mai comună metodă a fost tragerea unui glonț de un pistol („nouă grame de plumb) în partea din spate a capului. 
Această metodă a fost utilizată pe scară largă în timpul Marii Epurări de la sfârșitul anilor 1930 în locații din afara marilor orașe, de exemplu  Krasnîi Bor lângă Petrozavodsk, împotriva pretinselor elemente antisociale, „contrarevoluționarilor” și a altor dușmani ai poporului.
Ea a fost folosită, de asemenea, în executarea celor care au comis crime obișnuite. Se spune că persoana care urma să fie executată era condusă printr-o serie de coridoare, neștiind unde sau când va fi împușcat. Chiar și după destrămarea Uniunii Sovietice, oamenii au continuat să fie executați prin împușcare. Criminalul în serie Andrei Cikatilo a fost executat în acest mod în 1994, chiar înainte ca Rusia să suspende aplicarea pedepsei cu moartea, ca parte a aderării sale la Consiliul Europei.
Sintagma „execuție de către plutonul de execuție” este adesea tradusă incorect după termenul rusesc расстрел (translit. rasstrel). Acest termen descrie, în general, orice formă de împușcare, indiferent de metodă, deși este mult mai probabil să se refere la un singur călău care trage un glonț în cap decât de la un pluton de execuție.

## Statele Unite ale Americii
Începând din anul 1608, aproximativ 142 de oameni au fost executați prin împușcare în baza unei hotărâri judecătorești în Statele Unite ale Americii și pe teritoriile englezești predecesoare, cu excepția execuțiilor efectuate în timpul Războiului Civil American.

## Asia
- În Republica Populară Chineză, împușcarea era o metodă de execuție cu două tipuri diferite: tragerea cu un pistol în partea din spate a gâtului sau tragerea cu o pușcă în spate.[1] Execuțiile mai recente au avut loc într-un spațiu privat și au fost efectuate prin injecție letală.[3] Hong Kong a abolit pedeapsa cu moartea și Macao nu a aplicat niciodată pedeapsa cu moartea, nefiind restabilită atunci când cele două colonii au devenit teritorii autonome ale Chinei.
- În India, în timpul perioadei mogule, soldații care comiteau crime erau executați, fiind legați în fața unui tun cu care se trăgea apoi. Această metodă, inventată de moguli, a fost continuată de britanici care au folosit-o pentru a-i executa pe dezertorii și pe răzvrătiții indigeni, mai ales după Răscoala șipailor din 1857.[4]
- În Indonezia, pedeapsa capitală este pusă în aplicare de către un pluton de execuție care trage în inimă. Numărul gloanțelor și al gloanțelor oarbe este cunoscut. Trei gloanțe sunt utilizate, iar celelalte sunt gloanțe oarbe.[5]
- În Mongolia, metoda de executare înainte de eliminarea pedepsei în anul 2012 a fost un glonț în gât[6] dintr-un revolver de calibrul 38, o metodă moștenită din legislația sovietică. (Vezi pedeapsa capitală în Mongolia) Anterior Mongolia era o parte a Chinei.
- În Taiwan, metoda cea mai obișnuită este o singură împușcătură în inimă (sau în zona cerebrală, în cazul în care deținutul își dă consimțământul pentru donarea de organe). Înainte de execuție, prizonierul este injectat cu un anestezic puternic pentru a nu simți nicio durere (vezi pedeapsa capitală în Taiwan).
- În Thailanda, din 1934 până în 19 octombrie 2001, un singur călău trăgea condamnatului în spate un foc dintr-o mitralieră aflată pe afet.[7][8] În 1979, o femeie thai numită Ginggaew a fost executată și s-a ridicat de jos și a început să meargă și, prin urmare, a fost împușcată a doua oară. [9]
- În Coreea de Nord, execuțiile se desfășoară prin împușcarea de către un pluton de execuție în public, făcând Coreea de Nord una din ultimele patru țări care efectuează execuții publice.[10]